# Aconitum burnatii
Aconitum burnatii là một loài thực vật có hoa trong họ Mao lương. Loài này được Gáyer mô tả khoa học đầu tiên năm 1909.